# لعن
اللعن هو الطرد والابعاد عن رحمة الله. يقول الراغب الأصفهاني: (اللعن: الطرد والإبعاد على سبيل السخط، وذلك من الله في الآخرة عقوبة، وفي الدنيا انقطاع من قبول رحمته وتوفيقه، ومن الإنسان دعاء على غيره). واللعن في اللغة الطرد والابعاد.

## حكم اللعن في الشرع الإسلامي
يعد اللعن في الشرع الإسلامي من المحرمات وهو بمعنى الطرد من رحمة الله، ودلت النصوص الشرعية على تحريمه، ومنها حديث: «لعن المؤمن كقتله»، متفق عليه، كما ورد النهي عن لعن الأشخاص مثل: الدواب أو البهائم ومما يدل على تحريم ذلك حديث ورد في صحيح البخاري. وقسم العلماء اللعن إلى قسمين: الأول: لعن الشخص المعين، وهو حرام عند جماهير العلماء، وحكى ابن العربي الإجماع على ذلك. والقسم الثاني: لعن غير المعين مثل: لعن من أكل الربا، فلو كان هناك شخص يتعامل بالربا فلا يجوز لعنه بعينه، وإنما يجوز بصفة التعميم بأن يكون مثلا: لعن الأشخاص الذين يتعاملون بالربا، من غير أن يخصص أحدا بعينه. واللعن منهي عنه حيث أنه من قبيل البذاءة وسوء الخلق، ويتعلق باللعن أمران أحدهما: حق الشخص الذي توجه اللعن إليه، والثاني: حق الله وهو حصول الإثم والعصيان بسبب اللعن.